# Петля Техачапи

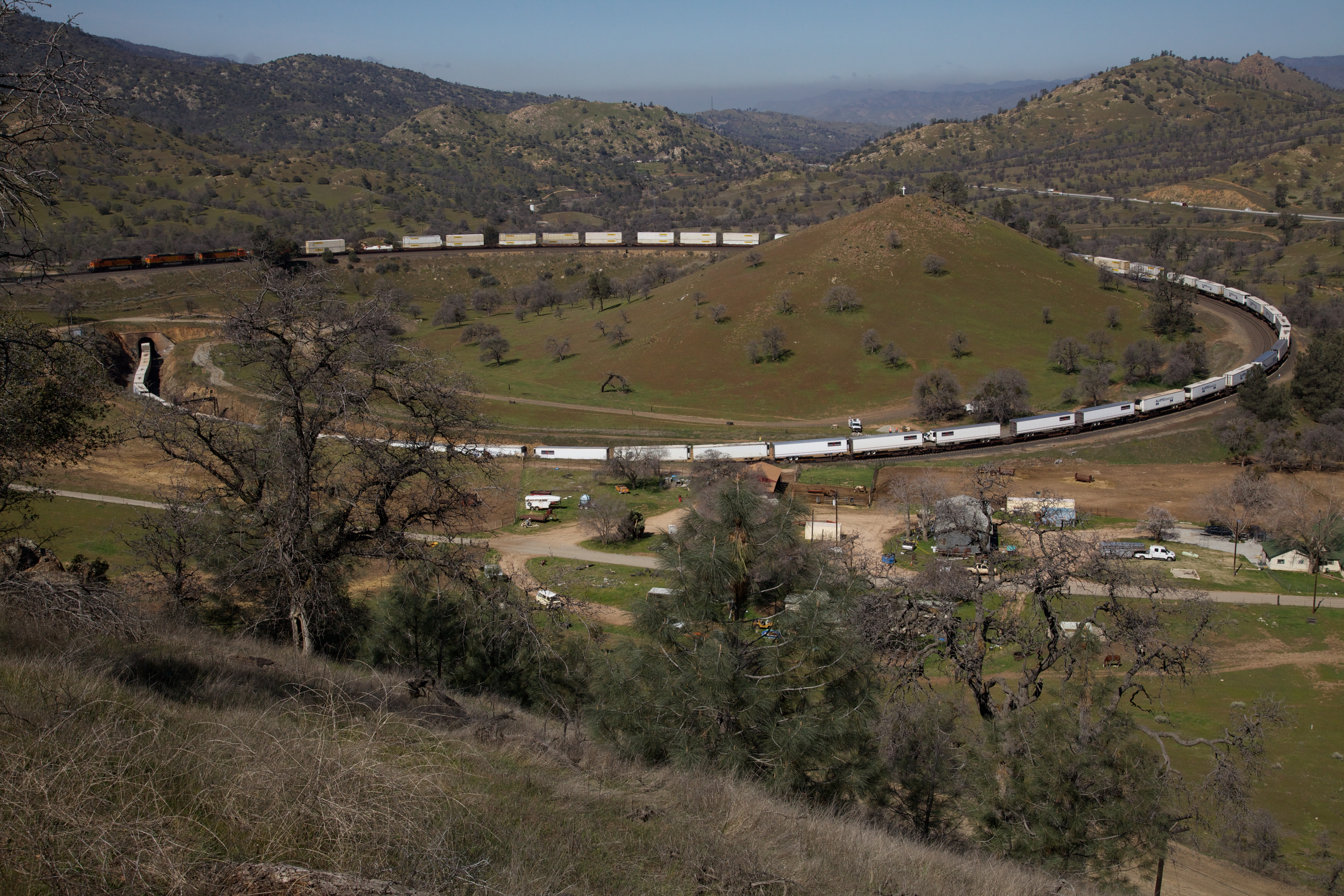
Поезд BNSF на Петле Техачапи в 2011 году с вагонами-платформами, загруженными автомобильными прицепами, а также контейнерами в два яруса.

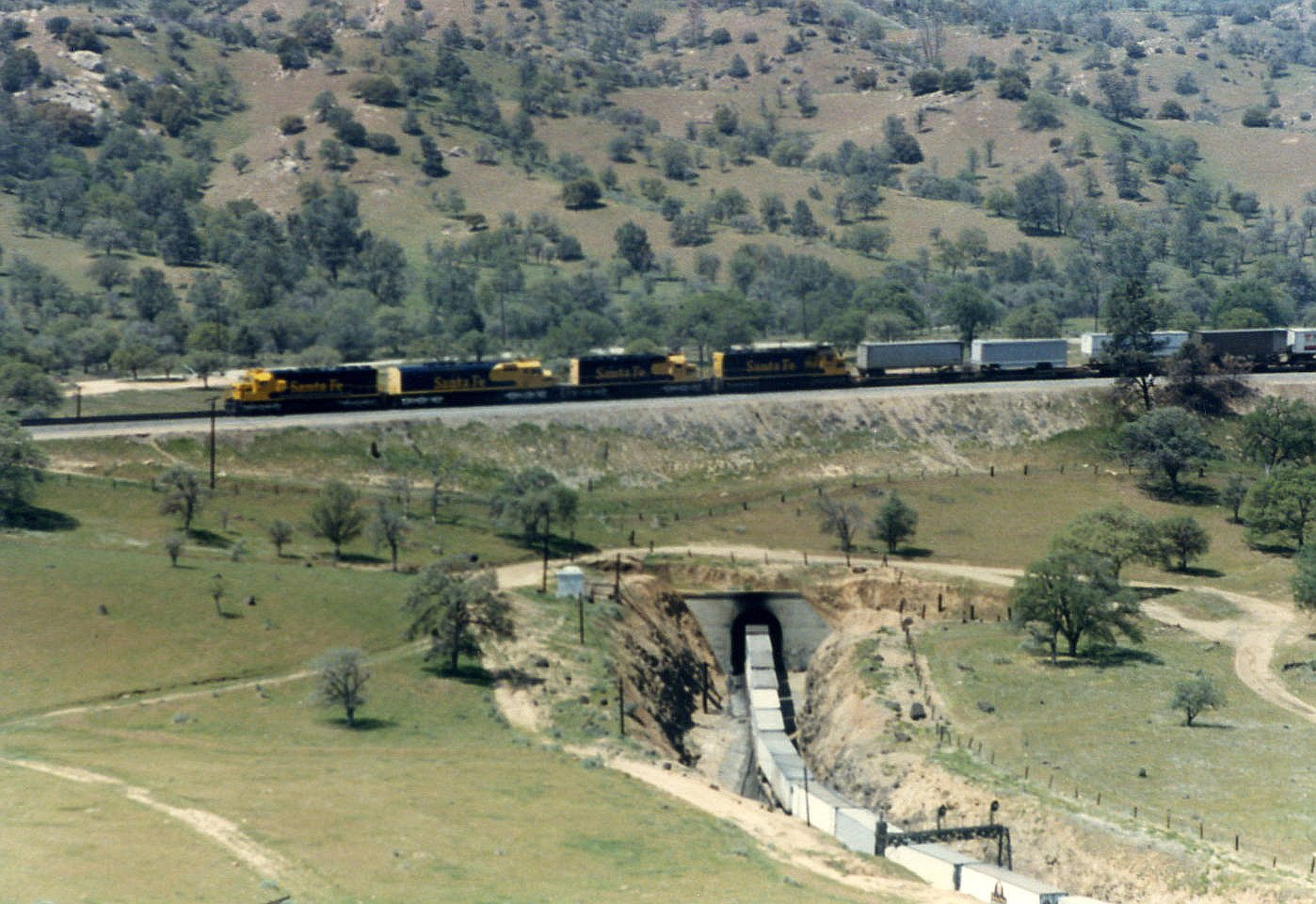
Поезд Санта-Фе, движущийся на восток, проходит над собой на петле в апреле 1987 года.

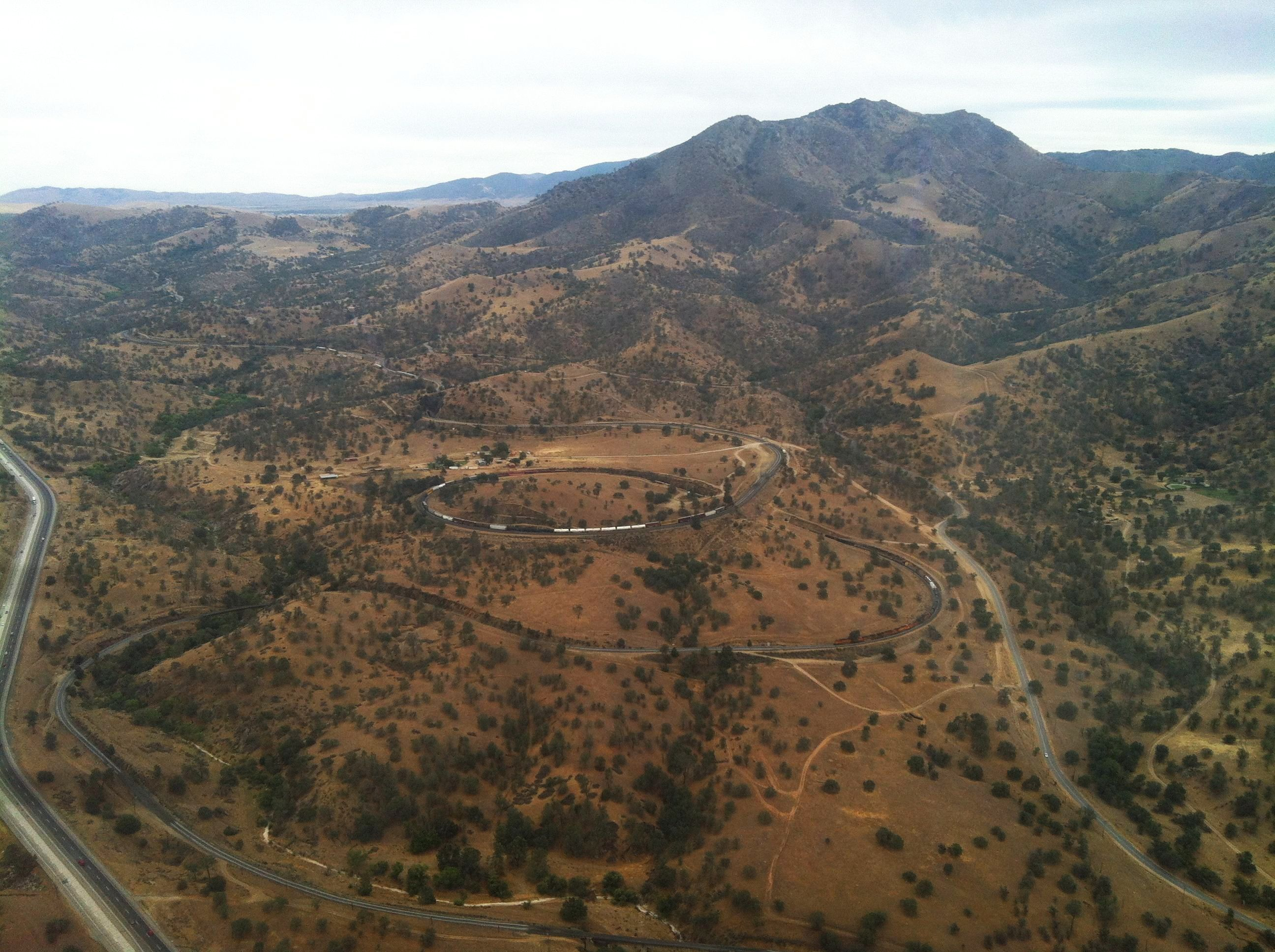
Вид с севера, июнь 2013 года.

Петля Техачапи — 1,17 километровая спираль на железной дороге Union Pacific через перевал Техачапи, в горах Техачапи в округе Керн, Калифорния. Линия соединяет Бейкерсфилд с долиной Сан-Хоакин в пустыне Мохаве. Линия, по которой проходит в среднем около 40 поездов в сутки, является одной из самых оживленных однопутных магистралей в мире.
Благодаря интенсивному движению и живописным пейзажам, петля является одним из самых притягательных мест для фанатов железной дороги. В 1998 году петля занесена в реестр Национальных памятников гражданского строительства, а также в реестр Исторических достопримечательностей Калифорнии № 508.

## История
Петля на железной дороге Southern Pacific была построена, чтобы облегчить прохождение перевала Техачапи. Строительство началось в 1874 году, движение было открыто в 1876 году. Среди авторов проекта — Артур Де Винт Фут и главный инженер проекта Уильям Гуд. Строительство этого отрезка пути стало одним из технических подвигов своего времени.
Путь имеет постоянный уклон в 2 %, его высота на протяжении петли возрастает на 23 метра. Любой поезд, имеющий длину более 1200 метров, проходит над самим собой. В нижней части петли линия проходит через туннель № 9 — девятый туннель, построенный на железной дороге из Бейкерсфилда.
На вершине холма в центре петли стоит большой белый крест в память о двух сотрудниках Southern Pacific Transportation Company, которые погибли 12 мая 1989 года при крушении поезда в Сан-Бернардино, штат Калифорния.
В соседнем городе Техачапи находится железнодорожный музей.
Петля стала собственностью Union Pacific в 1996 году, когда она присоединила к себе Southern Pacific. Поезда BNSF Railway также используют петлю на основе ходовых прав.